# Giretsu Kuteitai

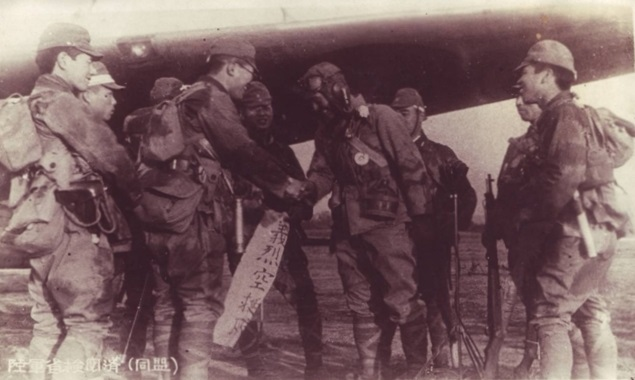
Le capitaine Okuyama et des hommes de l'unité Giretsu partant pour Okinawa.

La Giretsu (義烈空挺隊, Giretsu Kūteitai, « Parachutistes héroïques ») est une unité de forces spéciales aéroportée de l'armée impériale japonaise formée en novembre 1944 à partir de la 1re division parachutiste. Elle constitue une ultime tentative de lutter contre les bombardements alliés sur le Japon et était commandée par le lieutenant-général Michio Sugahara.

## Histoire
Après que les B-29 américains aient commencé à bombarder Tokyo depuis leurs bases des îles Mariannes, la 1re brigade d'intervention japonaise de la division parachutiste reçoit l'ordre de former une unité de commando pour une mission d'« opérations spéciales » pour attaquer et détruire les bombardiers de la base aérienne d'Aslito à Saipan. Le capitaine Michiro Okuyama, commandant de la compagnie de génie de la brigade et formé au sabotage et à la démolition est sélectionné comme chef de la mission, et il sélectionne 126 hommes de sa propre unité (la 4e compagnie du 1er régiment de la division parachutiste) pour former la première unité aéroportée Giretsu. Elle est initialement organisée avec une section de commandement, cinq pelotons et une escadre indépendante, et basée à l'académie de l'air de la préfecture de Saitama. L'unité comprend également un officier de renseignement et deux radiotéléphonistes de l'école de Nakano.

## Tactiques
Les opérations de la Giretsu, menées de nuit, commencent par des bombardements aériens. Ensuite, des unités de commando pénètrent dans la base aérienne ciblée après avoir fait s'écraser leurs transporteurs. Le fait est qu'il n'y a aucune disposition d'extraction des unités d'attaque, en rapport avec le refus de la reddition selon la doctrine militaire japonaise de l'époque, signifiant que les opérations terrestres de la Giretsu sont des attaques suicides.

## Opérations
L'attaque contre les îles Mariannes est prévue pour le 24 décembre 1944 mais est retardée après que des bombardements américains aient endommagé les aérodromes de ravitaillement prévus à Iwo Jima. Une fois le raid sur les Mariannes annulé, des plans sont faits pour attaquer les terrains d'aviation d'Iwo Jima capturés par les Américains en mars, mais ceux-là aussi sont annulés après la chute de la garnison d'Iwo Jima.
Le 1er avril 1945, les Américains débarquent à Okinawa, et leurs chasseurs basés sur la côte ouest de l'île peuvent intercepter et abattre de nombreux avions kamikazes qui attaquent la flotte américaine. À la mi-avril, la 6e flotte aérienne japonaise demande le déploiement des forces spéciales Giretsu pour neutraliser ces terrains d'aviation dans ce qui nommé l'opération Gi-gou. Le 18 mai, l'opération est autorisée.

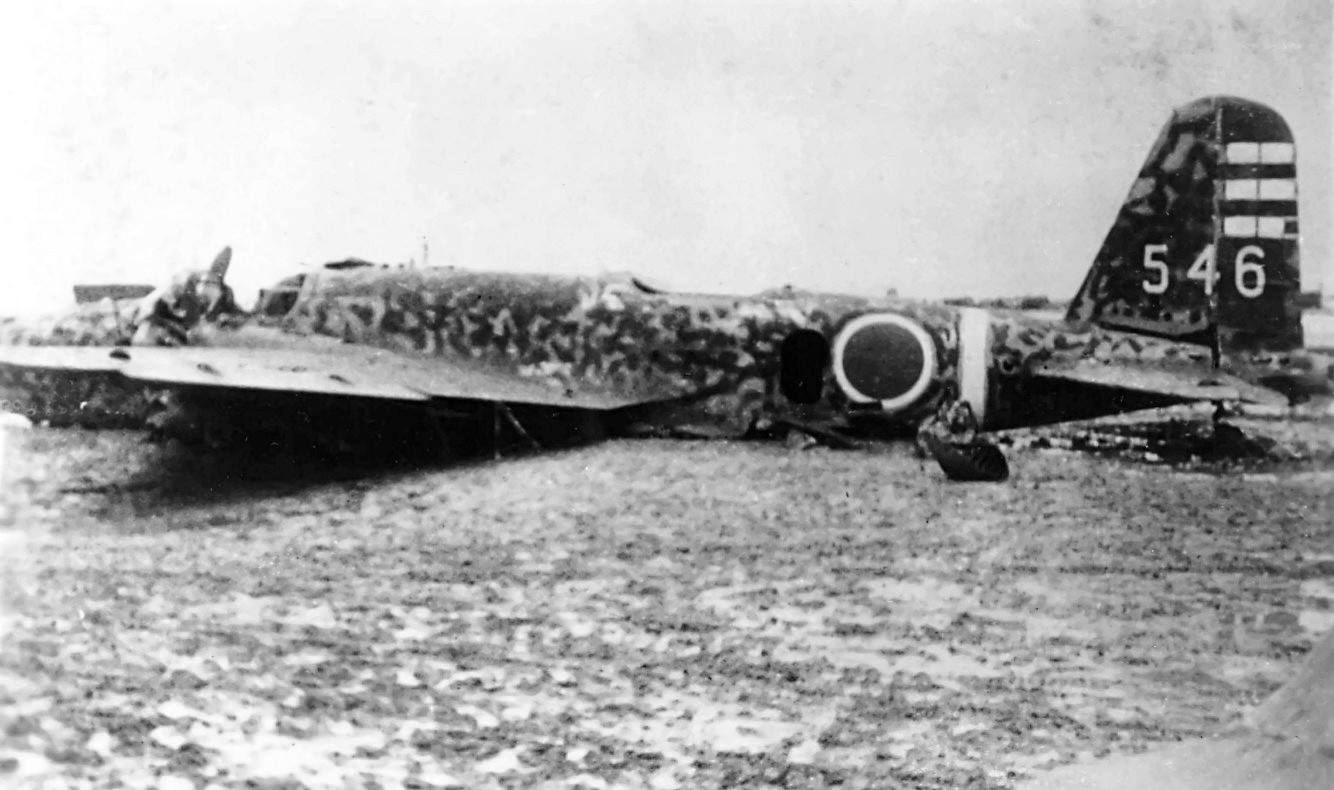
Mitsubishi Ki-21 de la Daisan Dokuritsu Hikōtai au terrain d'aviation de Yontan le 25 mai 1945.

Dans la nuit du 24 mai 1945, 12 Mitsubishi Ki-21 de la Daisan Dokuritsu Hikōtai (« 3e escadron indépendant » : 32 membres d'équipage commandés par le capitaine Chuichi Suwabe) sont envoyés à l'attaque, chacun avec 14 commandos à bord. Huit sont affectés à Yomitan et quatre à Kadena. Quatre de ces avions doivent annuler leur trajet pour cause de problèmes mécaniques, et trois autres sont abattus, cependant, cinq réussissent à atterrir en s'écrasant sur le terrain d'aviation de Yomitan pendant la confusion causée par une attaque de diversion de quelque 50 bombardiers et chasseurs japonais.

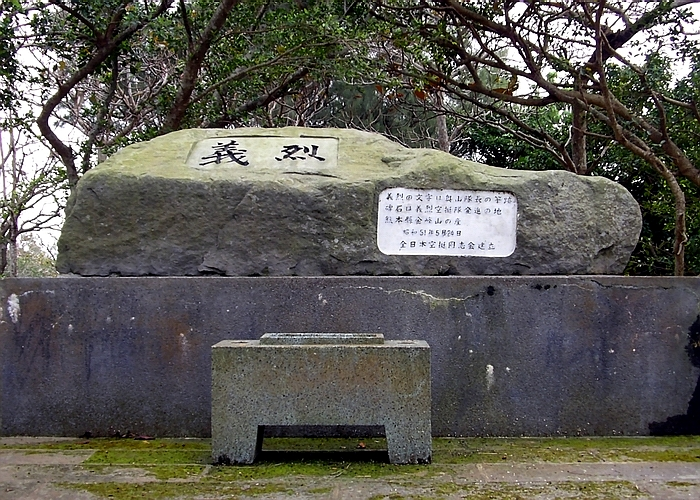
Mémorial aux commandos Giretsu à Itoman, Okinawa.

Un seul avion atterrit sans dommages. Environ 10 commandos survivants, armés de pistolet-mitrailleurs et de divers explosifs ravagent les équipements et avions alentour, tuant deux Américains, détruisant 70 000 gallons de carburant et neuf avions, et en endommageant 19 autres avant d'être annihilés par les défenseurs. Un seul survivant rejoint le quartier-général de la 32e armée le 12 juin.
Une seconde attaque de grande envergure sur les bases des Mariannes dans l'intention de détruire les bombardiers B-29 est planifiée avec 60 transporteurs et 900 commandos pour les nuits du 19 au 23 août 1945 (opération Ken-gou). Le 15 août, le Japon capitule et l'opération est annulée.

## Uniformes et équipement
Les hommes de la Giretsu portent des uniformes de camouflage faits main et un équipement spécial. La plupart sont armés de pistolet-mitrailleurs Type 100, de fusils Arisaka Type 99, de mitrailleuses Type 99, de baïonnettes Type 30, de lance-grenades Type 89 50 mm, de grenades à main type 99 et de mines Type 99 (en), ainsi que de pistolets Nambu Type 94.